# Technikum Leśne im. Adama Loreta w Tucholi
Technikum Leśne im. Adama Loreta – średnia szkoła zawodowa nadająca tytuł technik – leśnik, o profilu kształcenia ukierunkowanym na gospodarkę leśną.
Technikum Leśne im. Adama Loreta w Tucholi istnieje od 1 września 1965 r. Od 2009 r. jest jedną z 11 ponadpodstawowych szkół leśnych w Polsce prowadzonych przez Ministerstwo Środowiska. Szkoła kontynuuje tradycje Technikum Leśnego utworzonego w 1965 przez Ministerstwo Leśnictwa i Przemysłu Drzewnego. Uczniowie noszą oliwkowozielone mundury zgodnie ze statutem szkoły. Patronem technikum od roku 2013 jest pierwszy dyrektor Lasów Państwowych Adam Loret.
Szkołą mieści się od początku w neogotyckim gmachu przy ul. Nowodworskiego (wcześniej Nowodworskiej, a do 1919 r. – ul. Seminaryjnej – Seminarstrasse). Gmach Szkoły wybudowany został w latach 1878–1880 z przeznaczeniem na Królewskie Katolickie Seminarium Nauczycielskie w Tucholi (Königlische Katolische LehrSeminar in Tuchel). Seminarium funkcjonowało w Tucholi do roku 1919.
Od roku 1967 przy szkole działa Orkiestra Reprezentacyjna Lasów Państwowych. Jej kapelmistrzem i dyrygentem był do roku 1983 Mirosław Pałczyński, a w 2024 roku dyrygenturę przejął Damian Kolassa. Orkiestra bierze udział w wielu konkursach i festiwalach orkiestr dętych w kraju i za granicą. Występowała m.in. w Filharmonii Narodowej w Warszawie. W roku 2014 wydała dzięki wsparciu Lasów Państwowych płytę CD „Muzyka z lasem w tle”.
Orkiestrę w latach wcześniejszych prowadzili: Jan Voigt, Czesław Jethon, Tadeusz Szcześniak, Zbigniew Sampławski, Wiesław Wlekliński.
Przy szkole działa Zespół Sygnalistów Myśliwskich „Jenot”, Koło sokolników „Raróg”, Koło Preparatorskie, klub żeglarski.
Szkoła stanowi także od roku 2003 zaplecze dydaktyczne dla Wyższej Szkoły Zarządzania Środowiskiem w Tucholi.

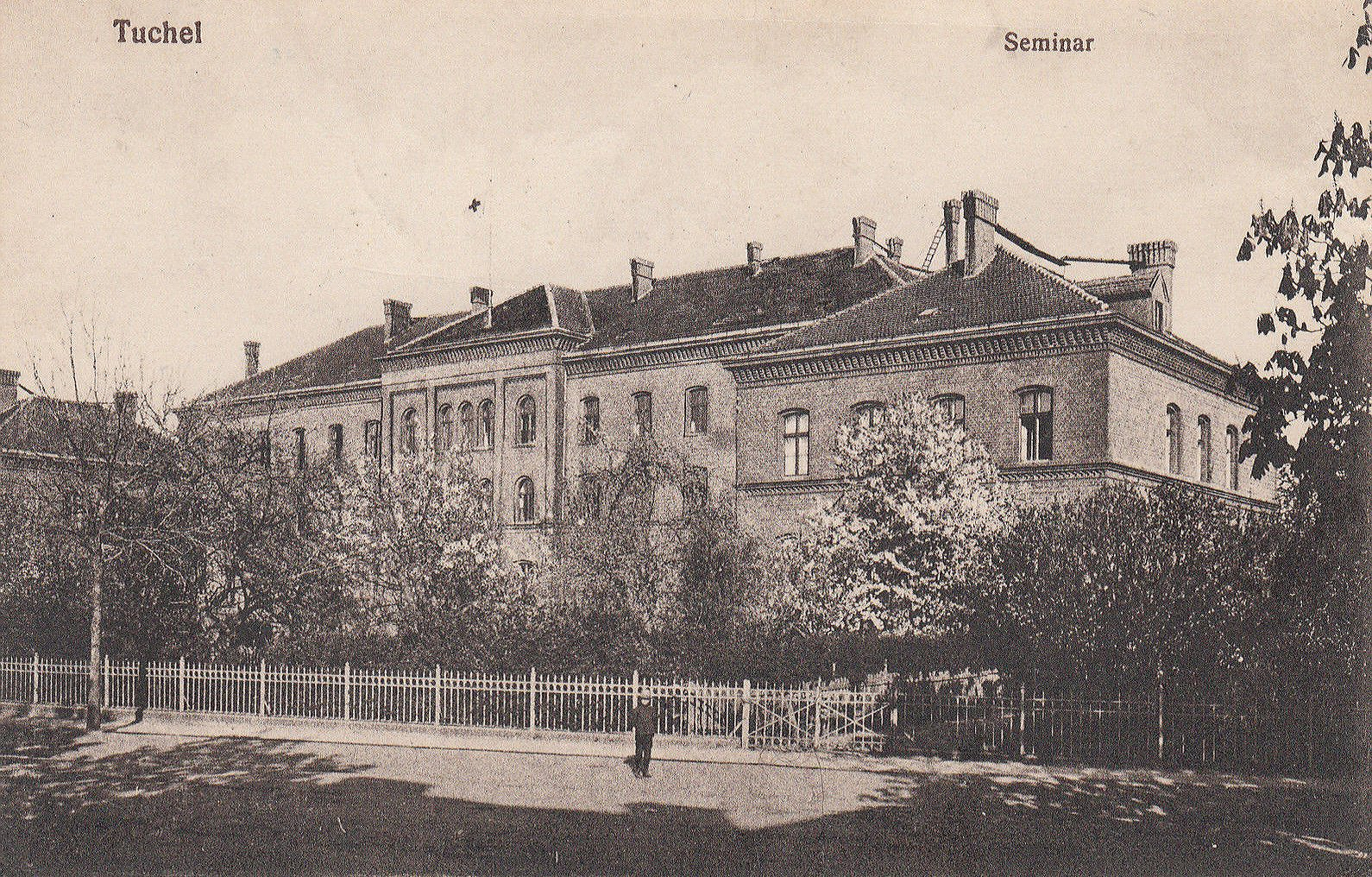
Gmach Seminarium Nauczycielskiego w Tucholi, pocztówka z roku 1910

## Historia
- 1965 – Technikum Leśne
- 1966 – Technikum Leśne im. Tysiąclecia Państwa Polskiego
- 1973 – Technikum Leśne i Przemysłu Drzewnego
- 1977 – Zespół Szkół Zawodowych Ministerstwa Leśnictwa i Przemysłu Drzewnego
- 1987 – Zespół Szkół Leśnych
- 2000 – Zespół Szkół Leśnych i Agrotechnicznych
- 2007 – Zespół Szkół Leśnych
- 2013 – Technikum Leśne im. Adama Loreta

## Źródła
- Szkoła leśna z Borami w tle..., red. Anna Stybaniewicz-Pik, Aniela Czyżyk, Gabriela Kiersznicka, Tuchola: Maltext, 2015. ISBN 978-83-937237-1-6 [monografia Szkoły wydana na 40 lecie].
- Krystyna Grochowska,30 lat szkolnictwa leśnego w Tucholi, Tuchola: GrafDruk, 1995.
- Krystyna Grochowska, Władysław Grochowski, Historia szkół leśnych w Tucholi, Tuchola: ZSL, 1990.